# Ohio City (Van Wert County, Ohio)
Ohio City im Van Wert County ist ein Dorf (Village) im Nordwesten des US-Bundesstaats Ohio der Vereinigten Staaten von Amerika.

## Geographie

### Geographische Lage
Ohio City liegt im Central Lowland der Interior Plains nahe der Grenze zum Bundesstaat Indiana im Nordwesten von Ohio. Die Region ist ohne größere Erhebungen mit insgesamt leicht gen Eriesee abfallendem Terrain. Die Böden werden intensiv landwirtschaftlich genutzt. Im Ortsgebiet liegt die Quelle des Bachs Long Prairie Creek, der ein Zufluss des Little Auglaize Rivers ist. Westlich von Ohio City fließt der Roller Creek, der über den Town Creek ebenfalls in den Little Auglaize River mündet.

### Nachbarorte
Das Dorf Ohio City wird vollständig vom Township Liberty umschlossen. Der nächste größere Ort ist das gut 10 km nördlich gelegene Van Wert. Lima liegt rund 45 km östlich, Fort Wayne etwa 60 km nordwestlich von Ohio City.

## Geschichte
Durch das heutige Ortsgebiet von Ohio City wurde Mitte der 1870er-Jahre eine mit einer Spurweite von 914 mm ausgeführte Bahnstrecke der Toledo, Delphos and Burlington Railroad (TD&B) verlegt, die von Delphos in südwestliche Richtung gen St. Louis führte und im Nordwesten Ohios 1875 eröffnet wurde. Wenig später begann die Celina, Van Wert and State Line Railroad mit der Planung einer Nord-Süd-Verbindung von Van Wert nach Celina. Der Schnittpunkt dieser ebenfalls mit 914 mm Spurweite gebauten Bahnstrecke mit der TD&B-Trasse wurde so projektiert, dass er bei einem Weiler entstand, in dem einer der Anteilseigner der Bahngesellschaft, Henry E. Butler, eine Fassdaubenproduktion betrieb. Dort wurde ein Bahnhof projektiert und vom 4. bis zum 8. März 1876 eine Siedlung vermessen, die den Namen Van Wert Junction erhielt. Mit schrittweiser Eröffnung der Nord-Süd-Strecke 1879 bzw. 1880 erlangte der Ort Bedeutung als Umsteigepunkt. Dies ermöglichte auch die Einrichtung eines Postamts, das allerdings den Namen Koogle führte.
Zudem baute die Chicago & Atlantic Railway ab den späten 1870er-Jahren eine von Marion und Lima Richtung Westen führende Bahnstrecke, die Anfang der 1880er-Jahre Chicago erreichte. Diese von Beginn an in Regelspur verlegte Strecke schnitt die beiden Schmalspurbahnen ebenfalls in Van Wert Junction. Zum 1. Juni 1882, gut ein halbes Jahr vor der Eröffnung der dritten Bahnstrecke, wurde der Ort in Enterprise umbenannt. Da allerdings nur etwa 125 km südlich im Preble County bereits ein gleichnamiger Ort existierte, wurde das Dorf 1890 erneut umbenannt und erhielt den Namen Ohio City.
Bis zum Ende des 19. Jahrhunderts wuchs der Ort auf gut 850 Einwohner. Dazu trug vor allem seine Rolle als Eisenbahnknotenpunkt bei, die das Dorf auch zu einem Handelszentrum für die lokale Landwirtschaft machte. Die beiden Schmalspurbahnen waren in den 1880er-Jahren auf Regelspur umgebaut worden. Während die zuerst gebaute Ost-West-Verbindung 1881 Teil der Toledo, St. Louis and Western Railroad (Clover Leaf) wurde, gelangte die Nord-Süd-Strecke 1901 zur Cleveland, Cincinnati, Chicago and St. Louis Railway (Big Four). Die Chicago & Atlantic Railway zählte ab 1895 zum Erie-Railroad-Konzern und ihre Strecke wurde die Erie-Hauptverbindung nach Chicago.
1891 konstruierte der Landmaschinenproduzent John William Lambert in Ohio City eines der ersten straßentauglichen, benzinbetriebenen Automobile der USA. Der Prototyp wurde im Ort getestet und vorgeführt, eine Serienfertigung verbesserter Fahrzeuge nahm Lambert über seine Lambert Gas and Gasoline Engine Company jedoch erst um 1900 in Anderson auf.
Ab den 1930er-Jahren nahm die regionale Bedeutung von Ohio City als Bahnknoten ab, nachdem kaum mehr Personen und wenige Güterwagen zwischen den Bahnstrecken wechselten und der Ort somit primär nur Durchgangsstation der jeweiligen Betreiber wurde. Sowohl die Ost-West-Verbindung der Erie Railroad (seit 1960 Erie Lackawanna) als auch die Nord-Süd-Strecke der Big Four (seit 1968 Penn Central) gelangten nach Insolvenzen 1976 in die Obhut der Auffanggesellschaft Consolidated Rail Corporation (Conrail). Diese hatte für beide Strecken, die ihren Personenverkehr schon 1970 bzw. 1938 verloren hatten, keine Verwendung. Für den lokalen Güterverkehr übernahm stattdessen 1978 die neu gegründete Spencerville & Elgin Railroad die Streckenteile von Lima über Ohio City bis zur Bundesstaatsgrenze nach Indiana westlich von Wren sowie von Ohio City südwärts bis Rockford. Die zuerst gebaute Strecke (Clover Leaf) wurde 1989 vom damaligen Betreiber Norfolk Southern Railway an die Indiana Hi-Rail abgegeben. In den 1990er-Jahren endete auf allen Strecken der Bahnverkehr und die Gleise wurden abgebaut, zuletzt im Sommer 2010 auf der schließlich durch die R. J. Corman Railroad Western Ohio Line betriebenen früheren Erie-Verbindung.

## Infrastruktur

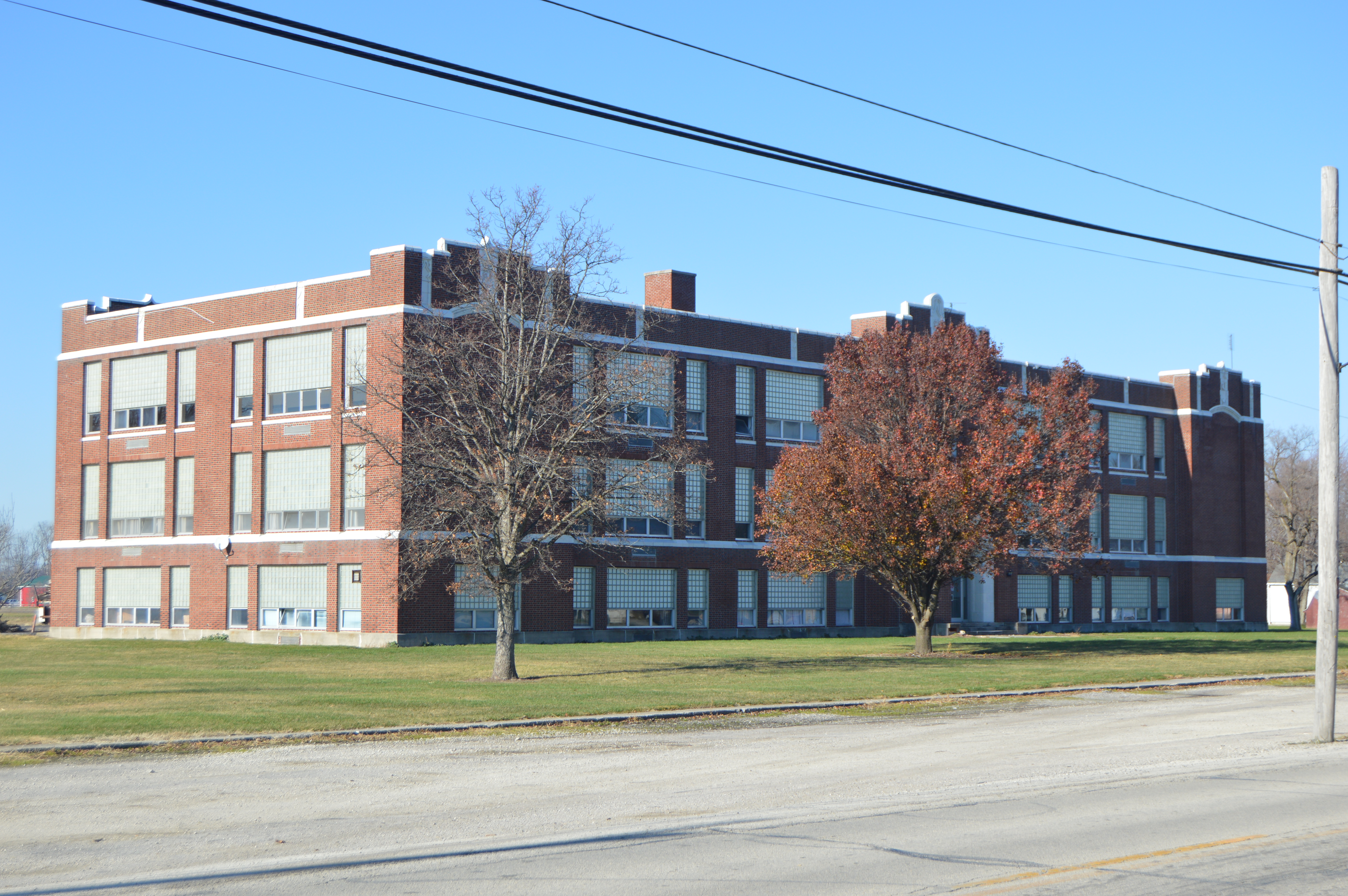
Die 2006 geschlossene Liberty Township School in Ohio City

### Verkehr
Die Staatsstraße Ohio State Route 118 führt in Nord-Süd-Richtung durch Ohio City. Der nächstgelegene Interstate Highway ist die Interstate 75 bei Lima.

### Bildung
Ohio City befindet sich im Schulsprengel Van Wert City, dessen Schulen seit Schließung der Liberty Township School in Ohio City im Jahr 2006 alle in Van Wert liegen. Die städtische Bibliothek Brumback Library aus Van Wert betreibt eine Außenstelle in Ohio City.